# Malec chez les Indiens
Pour plus de détails, voir Fiche technique et Distribution.
Malec chez les Indiens (The Paleface) est un film muet américain écrit et réalisé par Buster Keaton et Edward F. Cline sorti en 1922.

## Synopsis
Buster, chasseur de papillons, devient par un concours de circonstances le chef d'une tribu indienne qui tente de préserver ses terres contre la rapacité d'une compagnie pétrolière.

## Fiche technique
- Titre : Malec chez les Indiens
- Titre original : The Paleface
- Réalisation : Buster Keaton et Edward F. Cline
- Scénario : Buster Keaton
- Photographie : Elgin Lessley
- Direction technique : Fred Gabourie
- Producteur : Joseph M. Schenck
- Société de production : Comique Film Corporation
- Distribution : First National Pictures
- Pays d'origine :  États-Unis
- Langue : film muet avec les intertitres en anglais
- Format : Noir et blanc — 35 mm — 1,33:1 — Muet
- Genre : Comédie, Western
- Durée : deux bobines (20 minutes)
- Date de sortie : 
  - États-Unis : janvier 1922

## Distribution
- Buster Keaton : le petit chef  « Paleface »
- Virginia Fox : la jeune fille indienne (non créditée)
- Joe Roberts : le chef indien (non crédité)